# Punta dell'Adois
La Punta dell'Adois (2.507 m s.l.m.) è una vetta delle Alpi Graie.

## Descrizione
La montagna si trova in Piemonte lungo lo spartiacque tra la valle di Viù e la val di Susa, al confine tra i territori comunali di Condove e di Usseglio (entrambi nella città metropolitana di Torino).
A nord-ovest una insellatura alla quota di circa 2430 metri la divide dalla Rocca Maritano, mentre in direzione est la cresta continua verso il Colle della Portia (2.183 m).

## Accesso alla cima
La punta dell'Adois può essere raggiunta dalle Grange di Condove. Si tratta di un percorso escursionistico la cui la difficoltà è stimata come EE (ovvero per Escursionisti Esperti).